# Кольбергер, Кшиштоф
Кшиштоф Кольбергер (пол. Krzysztof Kolberger), полное имя Кшиштоф Марек Кольбергер (пол. Krzysztof Marek Kolberger; 13 августа 1950[…], Гданьск — 7 января 2011[…], Варшава) — польский актёр театра и кино, театральный режиссёр. Лауреат многочисленных премий и государственных наград.

## Биография
Родился в Гданьске 13 августа 1950 года. В 1950-х годах отец актёра изменил написание фамилии с нем. Kohlberger на пол. Kolberger. Окончил IX среднюю школу Гданьска, которая с 21 января 2015 года носит его имя. Продолжил образование в Театральной академии имени Александра Зельверовича в Варшаве, которую окончил в 1972 году. Сочетался браком с актрисой Анной Романтовской, от которой имел дочь, Юлию Кольбергер, также избравшей актёрскую карьеру.
Кольбергер дебютировал на Силезского театра имени Станислава Выспяньского в городе Катовице. Затем он продолжил карьеру на сцене Варшавского национального театра, где сыграл главные роли в таких спектаклях, как «Дзяды», «История Вацлава» и «Свадьба».
В качестве режиссёра Кольбергер поставил спектакли «Краковцы и горцы» (на сценах Вроцлавской оперы и Большого театра в Познани), «Ликующая нищета» (также на сцене Большого театра в Познани), «Солдат королевы Мадагаскара» (на сцене Щецинской оперы) и «Белоснежка и семь гномов».
Он также сотрудничал с Польским радио-театром в качестве актёра и режиссёра. Его запомнили слушатели 1-й программы Польского радио, на которой он провёл цикл «Строки для вас». За свою деятельность на радио он был награждён Польским радио Золотым микрофоном и наградой «Великое великолепие».
По словам Кольбергера, одним из самых волнительных событий в его карьере, было поручение прочесть на телевизионном канале TVN завещание римского папы Иоанна Павла II во время траура после смерти понтифика в апреле 2005 года. Актёр также выступил в роли рассказчика и солиста, вместе с Кристиной Ткач, Беатой Рыботицкой и Кшиштофом Гостилой в «Польской мессе» на слова Яна Твардовского. Он был одним из героев книги «Найди добро» Марзанны Графф, в которой рассказал о своей личной встрече с настоящим добром, присущим человеку.

### Последние годы и смерть
Кольбергер много лет боролся с раком почки. Он был почётным президентом Ассоциации по борьбе с раком почек. Актёр перенёс две операции, которые значительно изменили его подход к жизни и повлияли на его карьеру. После пятилетней борьбы с раком причиной смерти Кольбергера стала сердечная недостаточность.

## Фильмография
| Год       | Фильм                                                                                 | Режиссёр          | Персонаж              |
| --------- | ------------------------------------------------------------------------------------- | ----------------- | --------------------- |
| 1974      | «Сколько стоит жизнь» (пол. Ile jest życia)                                           | Роман Братный     | Каспер Янас           |
| 1974      | «Конец бабьего лета» (пол. Koniec babiego lata)                                       | Крук, Ева         | Йозек                 |
| 1974      | «С.О.С.» (пол. S.O.S.)                                                                | Януш Моргенштерн  | Марек                 |
| 1975      | «Мазепа» (пол. Mazepa)                                                                | Густав Холубек    | Збигнев               |
| 1977      | «Палас-отель» (пол. Palace Hotel)                                                     | Ева Крук          | молодой человек       |
| 1977      | «Три на три» (пол. Trzy po trzy)                                                      |                   |                       |
| 1977      | «Солдаты свободы» (пол. Żołnierze wolności)                                           | Юрий Озеров       | повстанец             |
| 1979      | «Отель класса люкс» (пол. Hotel klasy lux)                                            | Ришард Бер        | Михал Войтан          |
| 1979—1981 | «Самая длинная война в современной Европе» (пол. Najdłuższa wojna nowoczesnej Europy) | Ежи Штвертня      | Дезидерий Хлаповский  |
| 1980      | «Контракт» (пол. Kontrakt)                                                            | Кшиштоф Занусси   | Пётр                  |
| 1980      | «Средь бела дня» (пол. W biały dzień )                                                | Эдвард Жебровский | Радзиевич             |
| 1981      | «Тень» (пол. Cień)                                                                    |                   | Анджей Корвин         |
| 1982      | «Эпитафия для Барбары Радзивилл» (пол. Epitafium dla Barbary Radziwiłłówny)           | Янущ Маевский     | Аноним                |
| 1982      | «Если вы нашли» (пол. Jeśli się odnajdziemy)                                          | Роман Залуский    | Мацек                 |
| 1983      | «Я буду стоять на страже» (пол. Na straży swej stać będę)                             | Казимеж Куц       | Янек Климза           |
| 1984      | «Ускорение» (пол. Przyspieszenie)                                                     |                   | Мацек                 |
| 1984      | «Миссия ниндзя» (англ. The Ninja Mission)                                             |                   | масон                 |
| 1985      | «Девушек из Новолипок» (пол. Dziewczęta z Nowolipek )                                 | Барбара Сасс      | Игнаций Пендзицкий    |
| 1985      | «Шлемы и капюшоны» (пол. Przyłbice i kaptury)                                         | Марек Пестрак     | рассказчик            |
| 1985      | «Райская яблоня» (пол. Rajska jabłoń)                                                 | Барбара Сасс      | Игнаций Пендзицкий    |
| 1987      | «Отмечены гробницами» (пол. Droga mogiłami znaczona)                                  |                   | лектор                |
| 1987      | «Заклятие долины змей» (пол. Klątwa Doliny Węży)                                      | Марек Пестрак     | Тарнас                |
| 1987      | «Комедиантка» (пол. Komediantka)                                                      | Ежи Штвертня      | Хенрик Залеский       |
| 1987      | «История польского кино» (пол. Polska historia kina)                                  |                   |                       |
| 1987      | «Река лжи» (пол. Rzeka kłamstwa)                                                      | Ян Ломницкий      | Кай Гоздава           |
| 1987      | «Убей меня, полицейский» (пол. Zabij mnie glino)                                      | Яцек Бромский     | мужчина в лифте       |
| 1988      | «Корнблюменблау» (пол. Kornblumenblau)                                                | Лешек Восевич     | блокфюрер             |
| 1988      | «Ошолмление» (пол. Oszołomienie)                                                      | Ежи Штвертня      | актёр Корович         |
| 1989      | «До захода солнца...» (пол. Nim słońce wejdzie...)                                    |                   |                       |
| 1989      | «Канцлер» (пол. Kanclerz)                                                             | Рышард Бер        | Рейнгольд Гейденштейн |
| 1989      | «Моджеевская» (пол. Modrzejewska)                                                     | Ян Ломницкий      | Кароль Хлаповский     |
| 1989      | «Последний паром» (пол. Ostatni prom)                                                 | Вальдемар Кшистек | Марек Зярно           |
| 1989      | «Железной рукой» (пол. Żelazną ręką)                                                  | Рышард Бер        | Рейнгольд Гейденштейн |
| 1990      | «Завод» (пол. Zakład)                                                                 | Тереса Котлярчук  | Марек                 |